# Mosse-Verlag

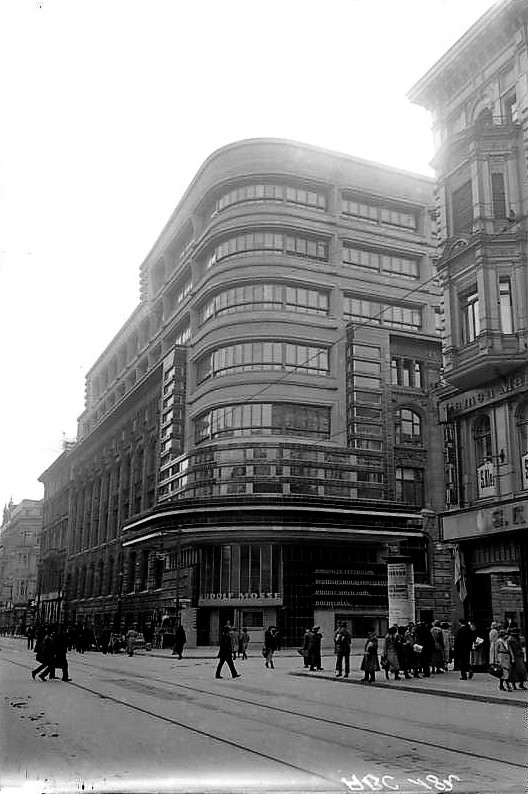
Mosse-Verlag 1926

Der Verlag Rudolf Mosse war ein Zeitungsverlag in Berlin von 1870 bis 1933.

## Geschichte

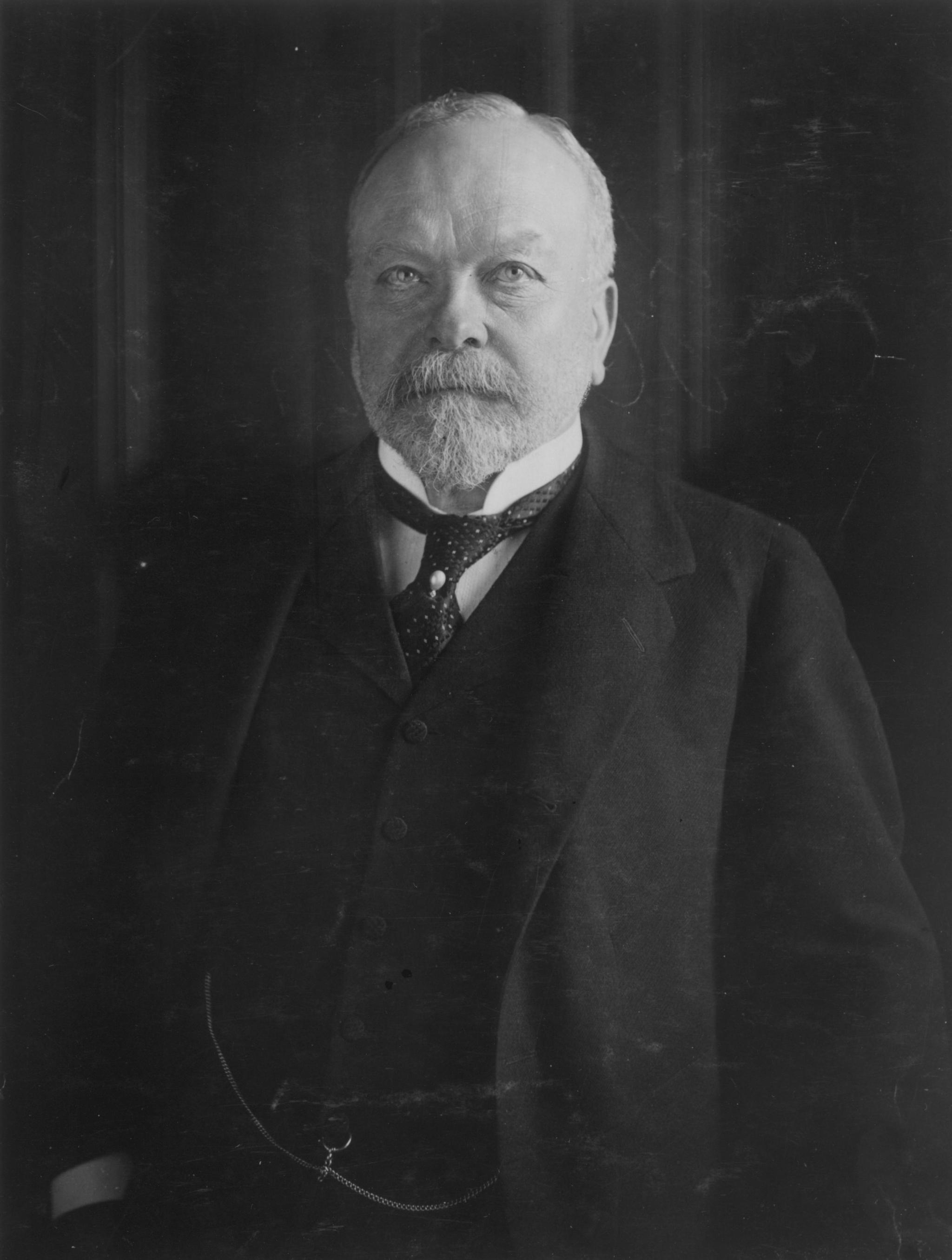
Rudolf Mosse

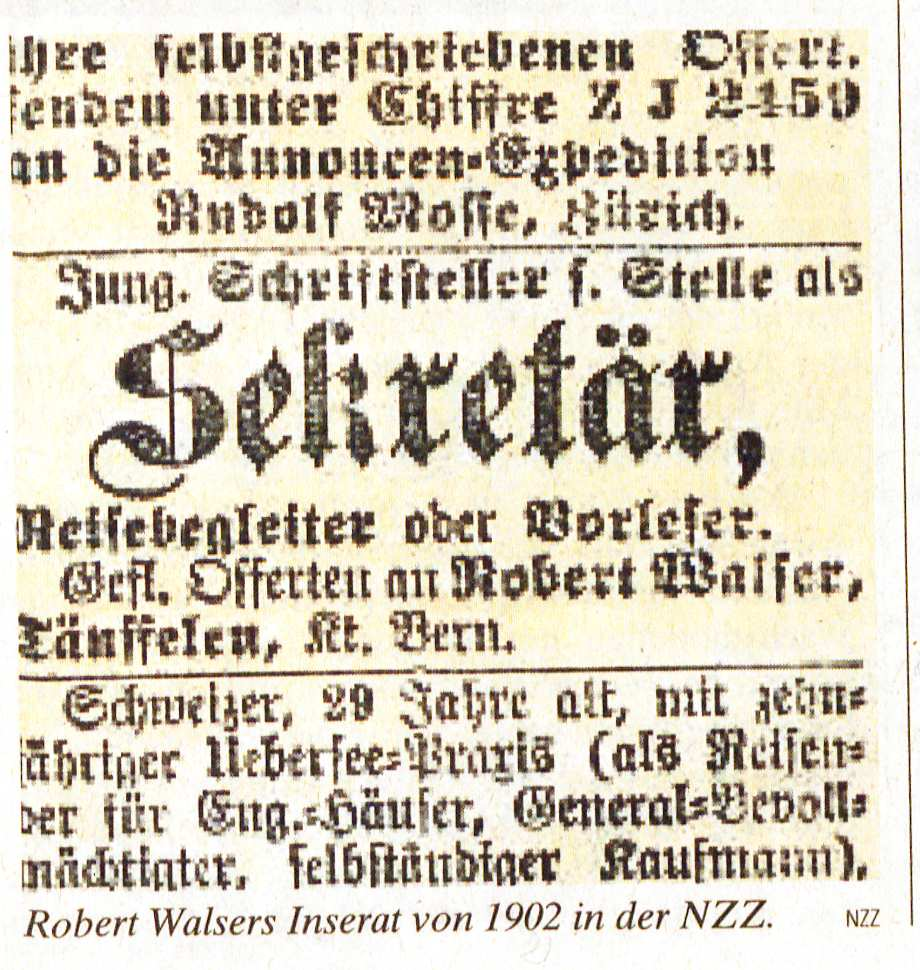
Anzeige der Annoncen-Expedition in der Neuen Zürcher Zeitung, 1902

1867 gründete Rudolf Mosse ein Annoncen-Büro in der Friedrichstraße 60 in Berlin. Dieses vermittelte Anzeigen in verschiedenen Zeitungen. Nach einem Konkurs zog er 1870 in die Neue Friedrichstraße 66 (jetzt Littenstraße) und gründete 1871 dort ein neues Druck- und Verlagshaus. Der Schwerpunkt der Annoncen-Expedition Rudolf Mosse blieb die Vermittlung von Anzeigen, wozu er die Werbeseiten einzelner Zeitungen wie des Kladderadatsch und der Fliegenden Blätter vollständig erwarb und selbstständig vermarktete.
Am 1. Januar 1872 gründete Mosse das Berliner Tageblatt, als Lokalblatt mit großem Anzeigenteil. 1873/74 erfolgte ein Neubau des Unternehmensgebäudes in der Jerusalemer Straße / Schützenstraße. 1892 hatte die Annoncen-Expedition Filialen in über einhundert Städten Europas, wie Wien, Prag, Zürich und London.
In den folgenden Jahren entwickelte sich ein Zeitungskrieg mit den ebenfalls wachsenden Medienunternehmen Ullstein und Scherl, in dem versucht wurde, durch weitere Zeitungsneugründungen die jeweils eigenen Anteile am Zeitungsmarkt zu verbessern.
Seit 1906 war Theodor Wolff Chefredakteur des Berliner Tageblatts, unter dessen Leitung sich dieses zum zur wichtigsten liberalen Tageszeitung in Berlin und dem Deutschen Reich entwickelte. Die politische Position des Verlages war liberal, auch in den Kriegsjahren 1914 bis 1918, wobei Mosse einige kaisertreue Ansichten beibehielt.
Im Januar 1919 wurden der Verlag und die Druckerei in der Schützenstraße durch spartakistische Kämpfer für einige Tage besetzt. Bei der gewaltsamen Rückeroberung durch Regierungstruppen wurden Teile des Eingangsbereiches beschädigt. Das Gebäude wurde danach erweitert und aufgestockt.
1920 übernahm Hans Lachmann-Mosse nach dem Tode des Firmengründers die Leitung des Unternehmens. Dieses war zu dieser Zeit der größte Zeitungsverlag in Deutschland, mit einer erfolgreichen wirtschaftlichen Bilanz und über 3000 Mitarbeitern. Durch die Inflation von 1922/1923 verlor der Verlag Rudolf Mosse den größten Teil seiner Vermögenswerte. Durch eine verfehlte Geschäftspolitik, bei der etliche neue Zeitungen und Immobilien gekauft wurden, geriet das Unternehmen in große wirtschaftliche Schwierigkeiten. Große Anteilseigner wie die Deutsche Bank zogen ihre Beteiligungen aus dem Unternehmen ab. Ein nötiges Insolvenzverfahren wurde seit 1928 verschleppt und erst im September 1932 eröffnet. Hans Lachmann-Mosse entließ im März 1933 den langjährigen Chefredakteur Theodor Wolff des Berliner Tageblattes nach andauernden persönlichen und wirtschaftlichen Meinungsverschiedenheiten. Er selbst floh in die Schweiz und wandelte dort den Verlag in eine Stiftung für Kriegsopfer des Ersten Weltkrieges um. Diese wurde 1934 von Max Winkler erworben und in ein Medienimperium der NSDAP eingebunden.

## Publikationen

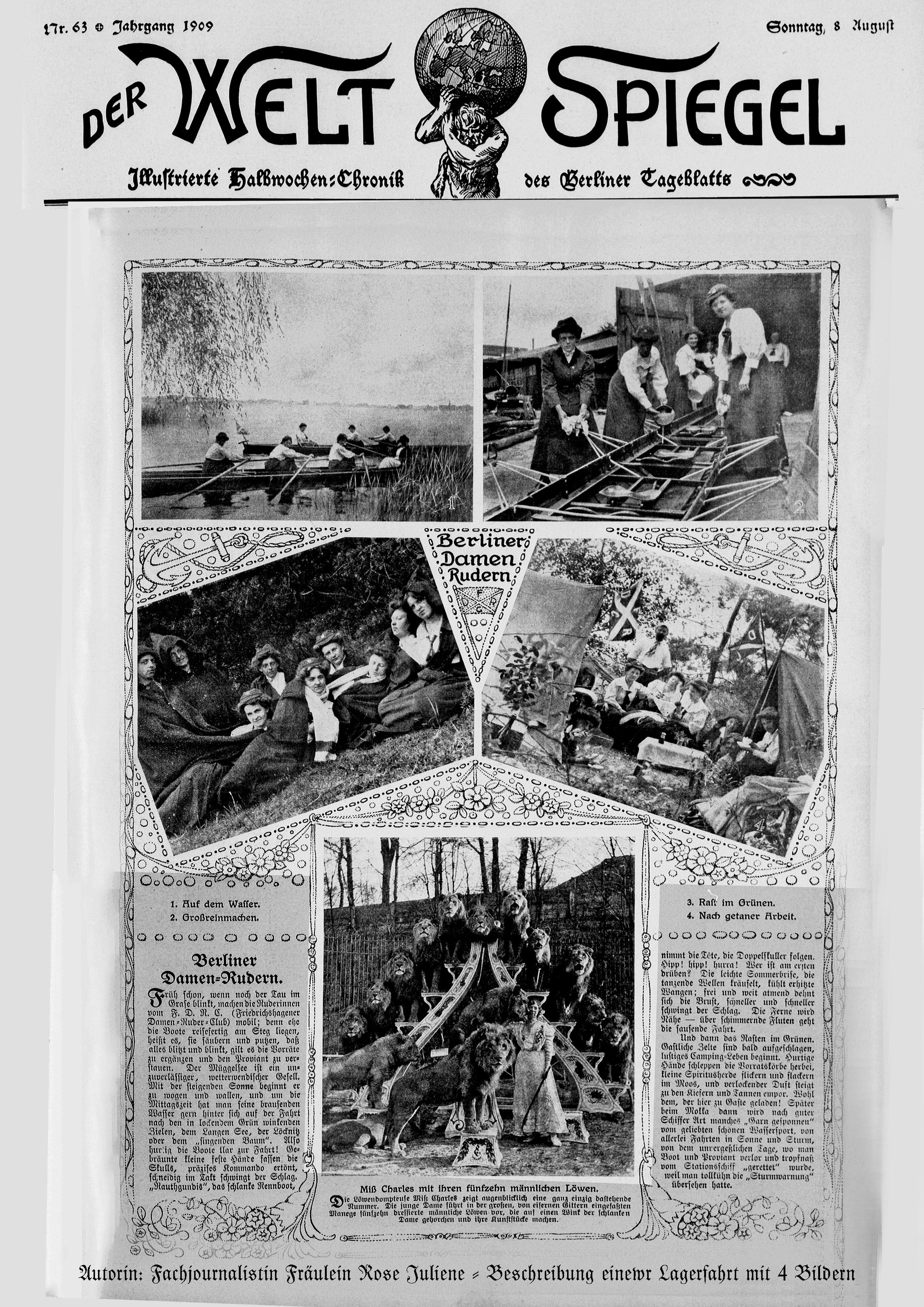
„Der Welt-Spiegel“ 1909

Im Mosse-Verlag erschienen das Berliner Tageblatt sowie weitere Zeitungen und Zeitschriften. Dazu kamen Adressbücher für Wirtschaft und Handel in mehreren europäischen Ländern (Deutschland, Schweiz, Osterreich, Niederlande, Polen, Ungarn, Tschechoslowakei, Spanien u. a.) und weitere Publikationen.
- Berliner Tageblatt,  1872–1934, dann im Ullstein Verlag; mit Beilagen
  - Ulk, humoristische Zeitschrift, seit 1872, Beilage zum Berliner Tageblatt
  - Sonntagsblatt, seit 1873
  - Deutsche Lesehalle, seit 1881
  - Zeitgeist, seit 1888
  - Technische Rundschau, seit 1895
  - Haus, Hof, Garten, seit 1899
  - Der Welt-Spiegel, seit 1902
  - Illustrierte Familien-Zeitung, 1911–1929
  - Berlin-Spiegel, 1933–1934

- Deutsches Reichsblatt, 1881–1894, dann im Verlag Hoffschläger
- Bäder-Almanach, Mitteilungsblatt der Bäder, Luftkurorte und Heilanstalten, 1882–1933
- Handelszeitung, seit 1886
- Berliner Morgen-Zeitung, seit 1889
- Allgemeine Zeitung des Judentums, 1890–1922, dann C-V-Zeitung
- Berliner Volks-Zeitung, 1904
- Gießerei-Zeitung, 1904–1930
- Central-Verein-Zeitung, Blätter für Deutschtum und Judentum, 1922–1938
- Illustrierte Reichsbanner-Zeitung, 1924–1928, dann im Dietz-Verlag
- Jede Woche Musik, Illustrierte Wochenschrift, 1924–1931
- 8 Uhr-Abendblatt, 1927–1934
- Ton und Bild, Illustrierte Film-Zeitung, 1929–1930